# أريغوا، باراغواي
أريغوا، باراغواي هي مديرية في باراغواي، تقع في الإدارة المركزية ، وهي عاصمتها، بلغ عدد سكانها 67,487 نسمة، تبلغ مساحتها 105 كيلومتر مربع، رمزها البريدي هو 2000.

## أعلام
- أنخل اورتيز
- فابيو راموس